# 黑潮海洋文教基金會
黑潮海洋文教基金會，成立於1998年，是臺灣首個為「鯨豚與海洋」發聲的民間非營利組織。執行的內容以鯨豚領域的相關調查為主，也觸及海洋議題、環境教育與科學調查。
黑潮海洋文教基金會以科學為基礎，進行野外鯨豚生態調查，並引進海洋廢棄物監測方法，也有出版品、紀錄片，以及舉辦相關活動。